# Wenn es Nacht wird in Paris
Wenn es Nacht wird in Paris  ist ein französischer Gangsterfilm von Jacques Becker aus dem Jahr 1954 mit Jean Gabin in der Hauptrolle. Lino Ventura hatte darin sein Leinwanddebüt. Albert Simonin, dessen Roman als Vorlage für die Filmhandlung diente, wirkte neben dem Regisseur und Maurice Griffe beim Verfassen des Drehbuchs mit. Der französische Originaltitel bedeutet übersetzt „Hände weg von der Kohle“.

## Handlung
Der Film noir spielt in der Pariser Unterwelt der 1950er Jahre. Den zwei Ganoven Max und Riton ist ein Raub von Goldbarren im Wert von 50 Millionen Franc gelungen. Voller Übermut prahlt Riton gegenüber der Nachtclubsängerin Josy mit der Tat. Dies erweist sich als ein fataler Fehler, denn bald erfährt der Drogendealer Angelo davon und lauert den beiden auf. Angelos Gefolgsmänner entführen Riton mit einem Krankenwagen und erpressen so von Max die Herausgabe der Beute. Max sieht sich gezwungen, Angelos Forderung zu erfüllen. Doch für die Übergabe und deren Vorbereitung holt er sich die Unterstützung seiner Getreuen Marco und Pierrot.
Nach dem Austausch von Geisel und Goldbarren auf einer einsamen Landstraße außerhalb von Paris werden Max und seine Freunde von Angelos Leuten aus einem Cabriolet mit Sprengstoff attackiert. Dabei wird Marco tödlich verletzt. Die drei anderen können sich rechtzeitig in die Büsche schlagen und folgen dem Wagen mit Feuerwaffen im Anschlag. Es gelingt ihnen zwar, sämtliche Angreifer zu töten, aber Riton erleidet bei der Schießerei durch Gegenfeuer eine schwere Schussverletzung, an deren Folgen er trotz ärztlicher Versorgung am nächsten Tag verstirbt.
Der Tod seines langjährigen Freundes nimmt Max sehr mit. Um in seinem Bekanntenkreis nicht aufzufallen und keinen Verdacht auf sich zu lenken, verabredet er sich mit seiner Geliebten Betty zum Essen. Aber Trauer und Niedergeschlagenheit sind ihm ins Gesicht geschrieben.

## Hintergrund

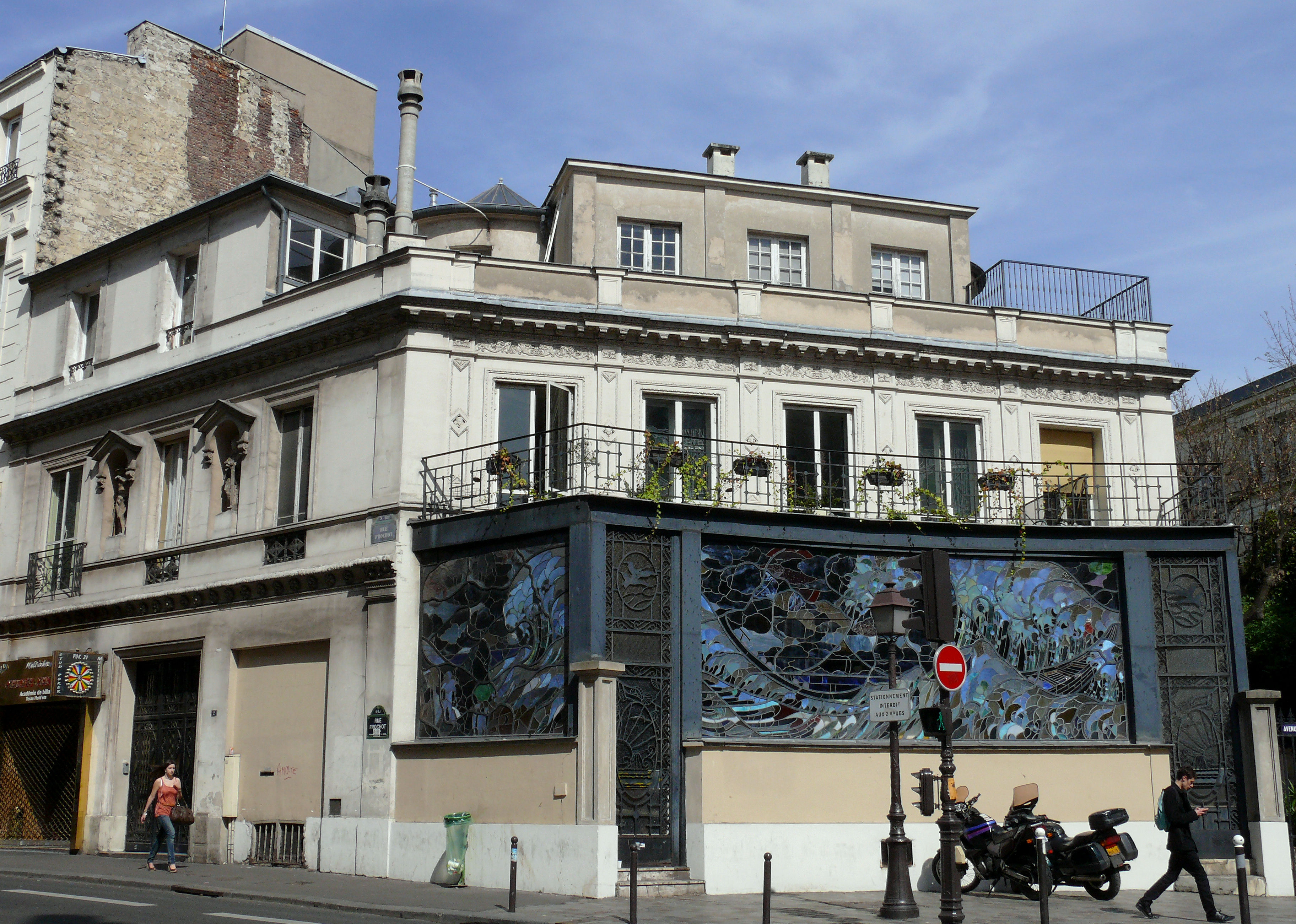
Der frühere Nachtclub „Mystific“ in Paris

Die Dreharbeiten für den in Schwarzweiß gedrehten Film fanden zwischen dem 21. September und 18. Dezember 1953 statt. Die innerstädtischen Außenaufnahmen wurden in Paris gedreht und die ländlichen vor den Toren der Stadt, nahe der Gemeinde Orgeval. Diverse Innenaufnahmen entstanden in den Filmstudios von Boulogne-Billancourt. Der im Film genannte Nachtclub „Mystific“ existierte tatsächlich in Paris, und dessen Eingangsbereich wurde für die Dreharbeiten genutzt. Die erste Einstellung des Films zeigt das Moulin Rouge in Paris bzw. eine Nachbildung (zu erkennen an den Windmühlenflügeln).
In der Romanvorlage verwendete der Autor Albert Simonin Begriffe der Umgangssprache des Gangstermilieus; zum besseren Verständnis verfasste er dazu ein Glossar. Der Regisseur des Films verzichtete im Interesse der Allgemeinverständlichkeit auf einen solchen Jargon.
Der Sohn des Regisseurs, Jean Becker, assistierte mit seinen damals erst 15 Jahren bei den Dreharbeiten seinem Vater. Obwohl Regisseur Jacques Becker in der Filmwirtschaft hohes Ansehen genoss, wurde sein Film bei den Filmfestspielen in Cannes nicht gezeigt; er zeichnete darin wohl ein zu unrühmliches Bild von Frankreich.
Das Ave Maria, das die erste Szene des Films untermalt, wird von Tino Rossi gesungen. Die Mundharmonika, deren Spiel sich wie ein roter Faden durch die Handlung zieht, spielte Jean Wetzel (laut Vorspann des Films), begleitet vom Komponisten des Themas, Jean Wiener, und seinem Trio.

## Kritiken
TV-Spielfilm bezeichnet den Film als „ein Meisterwerk“, das „exquisit gespielt und fotografiert“ sei. Bedenken äußerte 1955 dagegen der Evangelische Film-Beobachter: „Kriminalfilm mit ausschließlich technischen und darstellerischen Qualitäten. Von Inhalt und Tendenz her bedenklich und für Jugendliche nicht geeignet.“